# Ten Sharp
Ten Sharp nizozemski je pop sastav, najpoznatiji po singlu "You" koji je bio hit u mnogim europskim zemljama 1991. godine. Sastav su činila dva člana: Marcel Kapteijn (vokal) i Niels Hermes (klavijature). Vokal Kapteijn je kao vlastiti imidž gotovo uvijek nosio sunčane naočale s okruglim okvirima.
Sastav je već 1985. postao poznat po lokalnim hitovima "When the Snow Falls", "Japanese Lovesong" i "Last words".
U to vrijeme sastav se sastojao od tri člana (Kapteijn, Hermes i Groen). Ton Groen je svirao bas-gitaru, no kasnije je prekinuo sa sviranjem, te se posvetio pisanju pjesama.
Također, klavijaturist Niels Hermes surađivao je i s Attie Bauw u prvom singlu "Esther Amadea".
Početkom 1990-ih sastav se proslavio s hitom "You" koji je u Europi postigao veliki uspjeh.
Ten Sharp bio je poznat po spotovima koji su većinom rađeni u crno-bijeloj tehnici. U provokativnom spotu "Romours in the City" prikazano je mučenje muškarca u zatvoru. Time je sastav htio ukazati na probleme zlostavljanja ljudi, te potaknuti slušače da podrže Amnesty International (Međunarodna organizacija za borbu za ljudska prava).
Povodom rođendana nizozemske kraljice Beatrix, sastav je preradio svoju pjesmu "Beautiful", te ju posvetio kraljici.
Godine 2003. sastav je objavio svoj posljednji album "Stay". Sastav je nastavio s radom, ali koncerti se većinom održavaju u Nizozemskoj. 2009. izdano je nekoliko verzija hita "You".

## Diskografija

### Albumi
- 1991. - Under the Water-Line
- 1993. - The Fire Inside
- 1995. - Shop of Memories
- 1996. - Roots Live
- 2000. - Everything and More (Best Of)
- 2003. - Stay

### Singlovi
- 1985. - "When the Snow Falls"
- 1985. - "Japanese Lovesong"
- 1986. - "Last Words"
- 1987. - "Way of the West"
- 1991. - "You"
- 1991. - "Ain't My Beating Heart"
- 1991. - "When the Spirit Slips Away"
- 1991. - "When the Snow Falls"
- 1992. - "Rich Man"
- 1993. - "Dreamhome (Dream On)"
- 1993. - "Lines on Your Face"
- 1994. - "Rumours in the City"
- 1994. - "After All the Love Has Gone"
- 1995. - "Feel My Love"
- 1995. - "Shop of Memories"
- 1996. - "Whenever I Fall"
- 1996. - "Old Town"
- 1996. - "Howzat"
- 1997. - "Harvest for the World"
- 2000. - "Beautiful"
- 2000. - "Everything"
- 2003. - "One Love"

## Vanjske poveznice
- Službene stranice sastava